# Bodiroge
Bodiroge (cyr. Бодироге) – wieś w Bośni i Hercegowinie, w Republice Serbskiej, w mieście Trebinje. W 2013 roku liczyła 10 mieszkańców.